# Jens Zetlitz
Jens Zetlitz   (Stavanger, 26 de gener de 1761 - Kviteseid, 14 de gener de 1821) fou un poeta de la literatura noruega a més de predicador.
Va néixer a Stavanger, a mitjan segle xviii i es va traslladar a Copenhaguen per estudiar teologia. Va esdevenir membre de la societat noruega Det Norske Selskab i també va ser molt conegut per les cançons per entretenir i per beure. Va tornar a Noruega després de completar els estudis i es va convertir en vicari de Vikedal i més tard de Kviteseid fins que va morir.
Es va casar amb Maren Elisabeth Bull (1761-1801). La filla de tots dos, Axeliane Christine (1792-1855), es va casar al seu torn amb Jacob Kielland, una de les persones més riques de Noruega. La parella va tenir cinc fills i dues filles. A través d'aquest casament, Jens Zetlitz va tenir un gran nombre de descendents, entre els quals destaca el novel·lista Alexander Kielland o fins i tot el cantant de pop actual Bertine Zetlitz.

## Obres
- Poesier: første samling (1789)
- Eegenæs: et Digt med Anmærkninger (1793)
- Sange for den norske bondestand (1795)
- Psalmer (1795)
- En norsk Höst: et Digt (1800)
- Johan Nordahl Brun, Biskop over Bergens Stift (1805)
- Alkoran: d.e. Capitlernes Bog for 1806 (1806)
- Sange for Den Norske Bondestand (1812)
- Prædikener og Leilighedstaler (1822)
- Egenæs: et digt med anmærkninger (1825)
- 2den Deel (1825)
- Jens Zetlitz's samlede Digte (1825)
- 1ste deel (1825)
- Sange for den norske Bondestand (1842)
- Norske Almuesangeres Kløverblad: eller Bruns, Frimanns og Zetlit's Sange for den norske Bondestand. - Godtkjøbsudgave (1853)
- Ny Vise om Jernbanemoroen ved Mjøndalen (1875)
- Udvalg af Jens Zetlitz' Digte (1886)
- Reyse fra Stavanger til Wigedahl i aare (1968)
- Jens Zetlitz : et tohundreårsminne (1990)[1]